# Joen Pöffvelson
Joen Pöffvelson, död juni 1575, blev enligt Stockholm stads tänkebok samma år efter en utförlig bekännelse dömd till att brännas på bål för försök till mordbrand, mord och rån. 
Rådhusrätten såg det som särskilt allvarligt att han efter att ha satt en hölada i brand att han därefter försökte bränna ner Knuth Hinrichsons gård när barn, hustru och tjänstefolk samtidigt låg inomhus och sov. Innan han tillfångatogs hann han ytterligare rånmörda en person som kallades finnen i Nybbele. Tänkeboken nämner också att han var en skogstjuv och rövare. Han är en av de få personer man vet utdömdes detta straff i Stockholm stads tänkeböcker. En annan mordbrännare, Hans Joenssons, gick samma öde till mötes några år senare då denne 1580 ådömdes ett likartat straff.